# Grüsen
Grüsen ist ein Stadtteil von Gemünden (Wohra) im nordhessischen Landkreis Waldeck-Frankenberg. 

## Geographie
Der Ort liegt im Tal zwischen Kellerwald und Burgwald. Gelegen am südlichen Ausläufer des Tales und des Naturraums Buntstruth, grenzt Grüsen unmittelbar an die Kernstadt von Gemünden. Im Osten verlaufen die Landesstraße 3073 und der Wohra-Zufluss Schweinfe.

## Geschichte

### Ortsgeschichte
Die älteste bekannte schriftliche Erwähnung von Grüsen erfolgte etwa im Jahre 775 unter dem Namen Grosiun in einer Urkunde der Reichsabteil Hersfeld. Später ist der Ort als Gruose (1057), Grusa (1201) und Grůsin (1211/16) belegt.
Im Süden der Gemarkung befindet sich die Wüstung Altengrüsen, die im 13. Jahrhundert mehrfach erwähnt, dann aber verlassen wurde.
Nach dem Ende des verlorenen Ersten Weltkrieges verpasste Grüsen einen möglichen direkten Bahnanschluss an eine geplante Verlängerung der Kellerwaldbahn Richtung Frankenberg; die schon vor 1914 begonnenen Bautätigkeiten wurden nicht weitergeführt.
1927 gehörte das Dorf zum Amtsgericht Rosenthal und zum Finanzamt Frankenberg. 1933 hatte der Ort 303 Einwohner.
Hessische Gebietsreform (1970–1977)
Zum 31. Dezember 1971 wurden im Zuge der hessischen Gebietsreform die bis dahin selbständigen Gemeinden Grüsen, Herbelhausen, Lehnhausen und Sehlen auf freiwilliger Basis nach Gemünden an der Wohra eingegliedert. Für Grüsen wurde wie für die übrigen Stadtteile ein Ortsbezirk mit Ortsbeirat und Ortsvorsteher gebildet.

### Jüdisches Leben
Jüdische Einwohner sind seit dem 17. Jahrhundert im Dorf Grüsen mit einer Gesamtbevölkerung von etwa 50 Personen bis in die 1940er Jahre dokumentiert. Die im Ort lebenden Juden handelten im 19./20. Jahrhundert mit Vieh und Manufakturwaren. Die meisten von ihnen betrieben nebenbei ein wenig Landwirtschaft.
Als die Zahl der Grüsener Juden Anfang der 1930er Jahre zurückging, löste sich die erst vor wenigen Jahrzehnten bestehende Gemeinde wieder auf und schloss sich der Gemeinde Gemünden wieder an.
Während der Novemberpogrome 1938 wurden Fenster und Türen des Synagogengebäudes von SA- und SS-Mitgliedern zertrümmert. Die letzten jüdischen Einwohner wurden im September 1942 in das KZ Theresienstadt deportiert.
1934 wurde in Grüsen ein landwirtschaftliches Ausbildungszentrum der Familie Marx für emigrationswillige junge Juden eingerichtet. Der von der Reichsvertretung der Deutschen Juden betriebene Kibbuz nutzte Grundstücke, die von jüdischen Grüsener Auswanderern gekauft oder gepachtet worden waren. 
Während des Novemberpogroms griffen Nazis aus Gemünden und Haina auch die jungen Juden des örtlichen Kibbuz an. Sie wurden abgeholt und in das Konzentrationslager Buchenwald verbracht. Nach einigen Tagen wurden sie freigelassen, durften nach Grüsen zurückkehren, um ihre frühe Auswanderung zu organisieren. Bis 1938 waren in Grüsen mehr als 100 junge Menschen für ihre Aufgaben in ihrem Immigrationsziel Eretz Israel ausgebildet worden.
Das ehemalige Synagogengebäude in Grüsen wurde in den 1950er Jahren abgerissen.

### Bevölkerung
Einwohnerstruktur 2011
Nach den Erhebungen des Zensus 2011 lebten am Stichtag dem 9. Mai 2011 in Grüsen 333 Einwohner. Darunter waren 6 (1,8 %) Ausländer.
Nach dem Lebensalter waren 60 Einwohner unter 18 Jahren, 132 waren zwischen 18 und 49, 78 zwischen 50 und 64 und 63 Einwohner waren älter.
Die Einwohner lebten in 123 Haushalten. Davon waren 24 Singlehaushalte, 20 Paare ohne Kinder und 57 Paare mit Kindern, sowie 12 Alleinerziehende und 3 Wohngemeinschaften. In 21 Haushalten lebten ausschließlich Senioren und in 75 Haushaltungen leben keine Senioren.
Einwohnerentwicklung
- 1577: 20 Hausgesesse[1]
- 1747: 19 Haushaltungen[1]

| Grüsen: Einwohnerzahlen von 1834 bis 2019 | Grüsen: Einwohnerzahlen von 1834 bis 2019 | Grüsen: Einwohnerzahlen von 1834 bis 2019 | Grüsen: Einwohnerzahlen von 1834 bis 2019 | Grüsen: Einwohnerzahlen von 1834 bis 2019 |
| --- | ----------------------------------------- | ----------------------------------------- | ----------------------------------------- | ----------------------------------------- |
| Jahr |                                           |                                           |                                           | Einwohner                                 |
| 1834 | 1834                                      |                                           | 288                                       | 288                                       |
| 1840 | 1840                                      |                                           | 305                                       | 305                                       |
| 1846 | 1846                                      |                                           | 305                                       | 305                                       |
| 1852 | 1852                                      |                                           | 301                                       | 301                                       |
| 1858 | 1858                                      |                                           | 307                                       | 307                                       |
| 1864 | 1864                                      |                                           | 300                                       | 300                                       |
| 1871 | 1871                                      |                                           | 291                                       | 291                                       |
| 1875 | 1875                                      |                                           | 292                                       | 292                                       |
| 1885 | 1885                                      |                                           | 328                                       | 328                                       |
| 1895 | 1895                                      |                                           | 326                                       | 326                                       |
| 1905 | 1905                                      |                                           | 395                                       | 395                                       |
| 1910 | 1910                                      |                                           | 292                                       | 292                                       |
| 1925 | 1925                                      |                                           | 299                                       | 299                                       |
| 1939 | 1939                                      |                                           | 290                                       | 290                                       |
| 1946 | 1946                                      |                                           | 448                                       | 448                                       |
| 1950 | 1950                                      |                                           | 429                                       | 429                                       |
| 1956 | 1956                                      |                                           | 377                                       | 377                                       |
| 1961 | 1961                                      |                                           | 336                                       | 336                                       |
| 1967 | 1967                                      |                                           | 353                                       | 353                                       |
| 1970 | 1970                                      |                                           | 373                                       | 373                                       |
| 1980 | 1980                                      |                                           | ?                                         | ?                                         |
| 1990 | 1990                                      |                                           | ?                                         | ?                                         |
| 2000 | 2000                                      |                                           | ?                                         | ?                                         |
| 2009 | 2009                                      |                                           | 320                                       | 320                                       |
| 2011 | 2011                                      |                                           | 333                                       | 333                                       |
| 2019 | 2019                                      |                                           | 324                                       | 324                                       |
| Datenquelle: Historisches Gemeindeverzeichnis für Hessen: Die Bevölkerung der Gemeinden 1834 bis 1967. Wiesbaden: Hessisches Statistisches Landesamt, 1968. Weitere Quellen: LAGIS; Stadt Gemünden; Zensus 2011 |                                           |                                           |                                           |                                           |

Religionszugehörigkeit
| • 1885: | 273 evangelische (= 83,23 %), 55 jüdische (= 16,77 %) Einwohner    |
| • 1961: | 299 evangelische (= 88,99 %), 37 katholische (= 11,01 %) Einwohner |

## Evangelische Kirche
Die evangelische Kirche ist ein 1833 errichteter Saalbau im klassizistischen Stil mit Dachreiter. Die U-förmig umlaufende Empore ist auf die hoch gesetzte Kanzel ausgerichtet. Ihr gegenüber auf der Empore hat Carl Jakob Ziese 1841–43 eine Orgel errichtet.